# Uroobovella pectinata
Uroobovella pectinata es una especie de arácnido del orden Mesostigmata de la familia Urodinychidae.

## Distribución geográfica
Se encuentra en Nueva Guinea.